# Hardy Krüger Jr.
Pour les articles homonymes, voir Kruger.
Pour son père, voir Hardy Krüger.
Hardy Krüger Jr. est un acteur allemand, né le 9 mai 1968 à Lugano en Suisse.
Il est le fils de l'acteur Hardy Krüger (1928-2022).

## Biographie
Le père de Hardy Krüger Jr. est l'acteur et écrivain Hardy Krüger et sa mère est la peintre italienne Francesca Marazzi. Peu après sa naissance, il va s'installer avec toute sa famille en Tanzanie où ils vivent dans une ferme qui avait servi au décor pour le film Hatari ! dans lequel son père apparaît.
Hardy Krüger Jr. fait ses études dans une école internationale en Allemagne. Après une formation de barman, il prend à partir de 1989 des cours d'Arts dramatiques à Los Angeles. En parallèle, il travaille pour des émissions télévisées américaines. Dans un journal télévisé de la chaîne ZDF, il explique avoir fait une formation de cuisinier.
Hardy Krüger Jr. se marie une première fois et a deux fils. En 2009, il se remarie avec Katrin Fehringer, une Autrichienne, peintre et dans la communication, avec qui il a deux filles dont une fille adoptive. Ils vivent à Starnberg près de Munich. En 2015, ils divorcent,.
Hardy Krüger Jr. est ambassadeur de l'UNICEF et agit contre la prostitution des enfants. Pour cet engagement il a été récompensé par un Kind-Award 2006 par Kinderlachen. De plus, il assure le patronage pour l'action caritative TukTuk-Tour d'Asie vers l'Europe.
Il est également membre de Naturallianz qui a été créé par l'ancien ministre fédéral Sigmar Gabriel à l'occasion de la Convention sur la biodiversité CBD-COP9.
Depuis 2010, Hardy Krüger Jr. est parrain du Festival du film sur la nature, les animaux et l'environnement NaturVision qui a lieu chaque année au parc Nationalpark Bayerischer Wald.
Comme ambassadeur de la marque Albi (de), il prône une saine alimentation.

## Carrière
En 1991, à la fin de ses études, il commence sa carrière en Allemagne dans la série Nicht von schlechten Eltern de la chaîne ARD et il interprète un des rôles principaux dans Contre vents et marées. Depuis, on le retrouve dans plusieurs productions internationales telles que Du gehörst mir! et Astérix et Obélix contre César tous les deux en 1999 en France ou en 2002 dans Dracula (en) de Roger Young. En 2004, c'est le rôle principal qu'il tient dans l'épopée historique Stauffenberg, ce qui lui vaut d'être récompensé par le Prix de la télévision allemande (de) dans la catégorie Meilleur film. 
De 2006 à 2013, il incarne le forestier Stefan Leitner, successeur de Christian Wolff, dans la série télévisée Forsthaus Falkenau de ZDF.
En 2014 et 2015, il joue dans la pièce de théâtre Ziemlich beste Freunde à Hambourg.

## Filmographie

### Cinéma
- 1999 : Astérix & Obélix contre César : Tragicomix
- 2000 : ...und das ist erst der Anfang : Freak
- 2000 : Contaminated Man : Plant Manager
- 2001 : Vortex : Vincent
- 2002 : Highway
- 2002 : Nancy & Frank - A Manhattan Love Story : Frank Wagner
- 2003 : Je reste! : John
- 2011 : Toni Costa: Kommissar auf Ibiza - Der rote Regen : Toni Costa

### Télévision

#### Séries télévisées
- 1993 : Sylter Geschichten
- 1993-1995 : La joyeuse tribu : Pascal Neumann
- 1995 : Lutz & Hardy
- 1995-1999 : Contre Vents et Marées : Sven Westermann
- 1997 : Der Fahnder
- 1997 : Küstenwache : Lars
- 1997 : RTL Samstag Nacht
- 1997-2017 : Das Traumschiff : Jörg Schröder / Steve
- 1998 : SK Babies : Andreas
- 1999 : Le Cocu magnifique : Petrus
- 2002 : Dracula (en) : Jonathan Harker
- 2004 : Utta Danella : Jakob Goltz
- 2004-2012 : Inga Lindström : Erik Vanning / David Lillenberg
- 2006 : Les exigences du cœur : Jeremy
- 2006-2013 : Das Traumhotel : Hendrik Felden / Wayne Carstens
- 2007-2013 : Une famille en Bavière : Stefan Leitner
- 2009 : Lilly Schönauer : Lukas Haller
- 2013 : SOKO Stuttgart : Xaver Guthmann
- 2014 : Soko, brigade des stups : Thomas Grimm
- 2015-2017 : Notruf Hafenkante : Dr. David Lindberg

#### Téléfilms
- 1993 : Der Showmaster : Thomas Hermann
- 1993 : Liebe am Abgrund : Dr. Florian Vollmer
- 1994 : Nicht nur der Liebe wegen
- 1997 : Sexy Lissy : Andreas Nabholz
- 1998 : Une vie à réinventer : Nick Tiedemann
- 1999 : Ich wünsch Dir Liebe : Lucas
- 1999 : Michel Strogoff : Iwan Ogareff
- 2001 : L'uomo che piaceva alle donne - Bel Ami (it) : Julius De Rooy
- 2001 : Le Feu d'opale : Eric Westbrook
- 2001 : Strass et stress : Jonas Schmidt
- 2002 : Das Haus der Schwestern : Peter
- 2003 : Héritier malgré lui : Mike Riegler / Jack Farnberg
- 2004 : Opération Valkyrie : Werner von Haeften
- 2005 : L'Amour sans complexe : Michael Bender
- 2006 : Plötzlich Opa : Patrick von Halen
- 2006 : Robin Pilcher - Jenseits des Ozeans : David Inchelvie
- 2006 : Une femme de cœur : Jeremy
- 2010 : Wer zu lieben wagt : Dr. Martin Wagner
- 2011 : Das Mädchen aus dem Regenwald : Dr. Max Carrasin
- 2012 : Toni Costa - Kommissar auf Ibiza - Küchenkunst : Toni Costa
- 2013 : Nur mit euch! : Florian Fischer